# Пријаковци
Пријаковци су насељено мјесто и мјесна заједница на подручју града Бање Луке, Република Српска, БиХ. МЗ Пријаковци обухвата још и насељено мјесто Церици.

## Становништво
|             | 2013.        | 1991.        | 1981.        | 1971.        |
| Укупно      | 846 (100,0%) | 576 (100,0%) | 582 (100,0%) | 644 (100,0%) |
| Срби        | 817 (96,57%) | 482 (83,68%) | 468 (80,41%) | 568 (88,20%) |
| Хрвати      | 14 (1,655%)  | 50 (8,681%)  | 55 (9,450%)  | 73 (11,34%)  |
| Неизјашњени | 9 (1,064%)   | –            | –            | –            |
| Југословени | 3 (0,355%)   | 30 (5,208%)  | 47 (8,076%)  | –            |
| Остали      | 3 (0,355%)   | 5 (0,868%)   | 12 (2,062%)  | 2 (0,311%)   |
| Бошњаци     | –            | 9 (1,563%)1  | –            | 1 (0,155%)1  |

1. 1 На пописима од 1971. до 1991. Бошњаци су пописивани углавном као Муслимани.